# Jean Capeinick

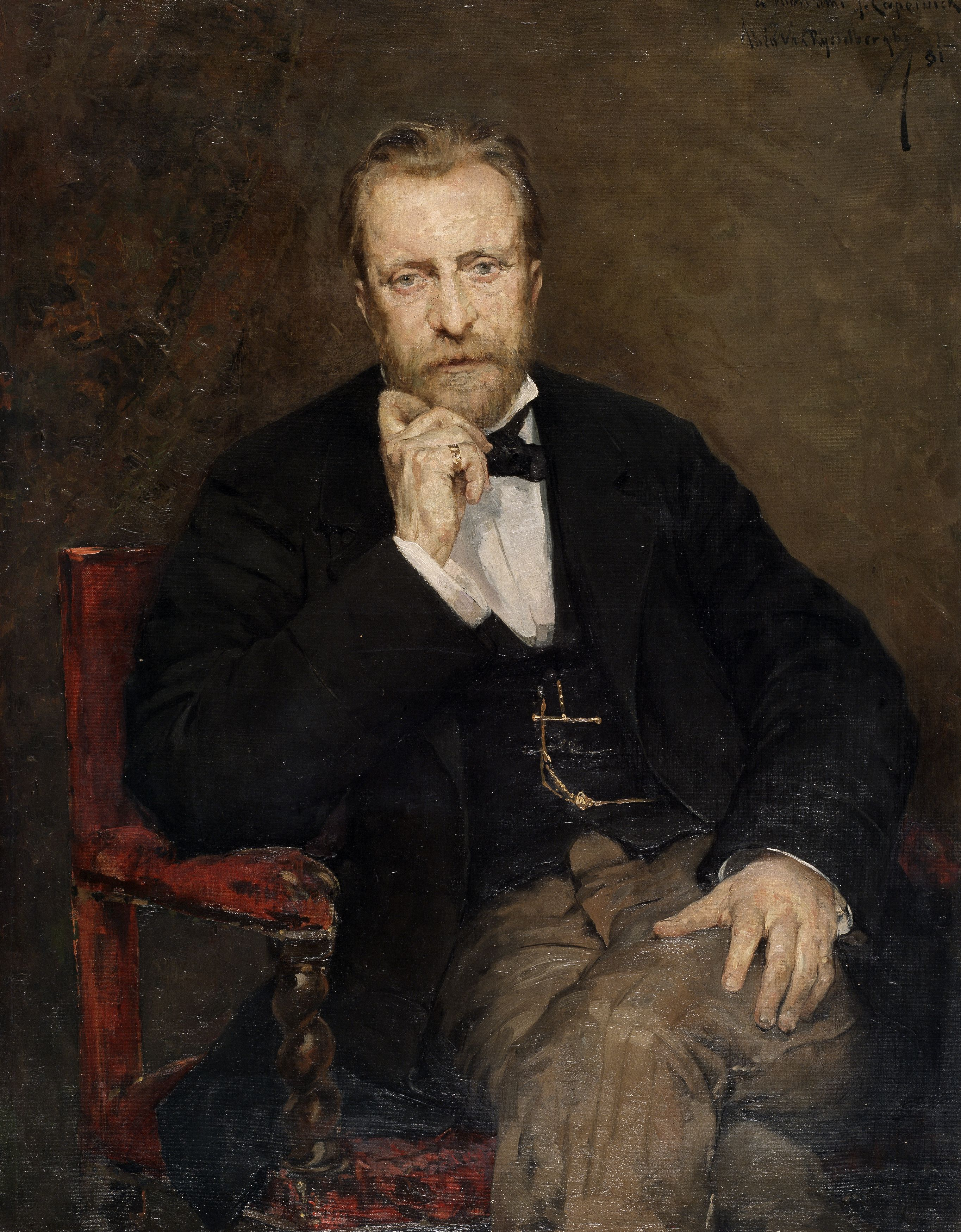
Jean Capeinick

Jean Capeinick (Gent, 19 juni 1838 - Schaarbeek, 9 februari 1890) was een Belgisch kunstschilder, die gespecialiseerd was in stillevens en realistische schilderijen met bloemen, fruit, groenten en tropische planten.

## Genealogie
Hij was de zoon van Isidore en Anne Marie Demunck. Capeinick was eerst gehuwd met Emérence Strobbe; na haar overlijden met Elisabeth Philpot.

## Levensloop
Capeinick was leerling van de Industrieschool te Gent en deed omstreeks 1860-1862 artistieke studies aan de Academie voor Schone Kunsten in Gent. Hij debuteerde tijdens het Salon 1862 te Gent. Hij woonde er in de Schoonzichtstraat 86. Hij vestigde zijn faam in Gent met vier decoratieve schilderijen in het Hôtel d’Allemagne, die de vier jaargetijden voorstelden. Hij werd in 1872 aangesteld als leraar aan de Gentse Kunstacademie. Zijn doorbraak kwam met het schilderij “Gezicht op de tuin van Graaf Ch. De Kerckhove” waarmee hij de eerste prijs behaalde tijdens de schilderwedstrijd die gekoppeld was aan de Gentse Floraliën van 1873.

## Van Gent naar Brussel
Rond 1881 vestigde hij zich te Brussel, waar hij een lesopdracht aannam aan een nog niet achterhaalde instelling. In zijn laatste levensjaren woonde hij in Schaarbeek, eerst in de Olijfboomstraat 50, maar zijn laatste adres was Verboeckhovenstraat 11. De laatste jaren van zijn leven leed hij aan erge zenuw- en oogkwalen, die hem het schilderen op den duur onmogelijk maakten.

## Thematiek
Capeinick was een gespecialiseerd schilder van stillevens in traditionele realistische stijl. Zijn kunst genoot grote bijval bij het burgerlijke publiek met traditionele smaak. Naast stillevens schilderde hij ook enkele tuingezichten. Zijn werk valt op door een grote mate van werkelijkheidsweergave, geschraagd door een sterke techniek. Qua concept bleef hij echter vastzitten aan de romantische conventies van het genre.
In 1882 publiceerde hij een gespecialiseerd boekwerk "Tableaux et panneaux décoratifs de fleurs" (uitgegeven door de Librairie spéciale des arts industriels et décoratifs Ch. Claesen).

## Tentoonstellingen
Zoals zijn meeste tijdgenoten-kunstenaars manifesteerde Capeinick zich voornamelijk op de driejaarlijkse Salons te Antwerpen, Gent en Brussel, evenals op de kleinere tentoonstellingen in de provinciesteden. Bij Capeinick gebeurde dat ook vaak in de marge van florale manifestaties. Ook organiseerde hij – en dat was toen een relatief nieuw verschijnsel – een soort opendeurdagen in zijn atelier, bijvoorbeeld in het najaar 1888, toen hij nog herstelde van een ernstige oogkwaal.
Een kleine keuze van zijn saloninzendingen verduidelijkt zijn thematiek:
- Gent, 1868: “Madonnabeeld omgeven met rozen”;
- Gent, 1871: “Bloemen en vruchten” (2x);
- Antwerpen, 1873: “Zomerse heerlijkheden”, “Bloemen en accessoires”, “Christushoofd omgeven met bloemen”;
- Gent, 1880: “Witte seringen”, “Bloemenuitstalling”;
- Gent, 1883: “Bloemen”, “Toebereidselen voor de markt”;
- Gent, Cercle des Beaux-Arts, jan. 1883: “Rozen” en “Lentebloemen”;
- Brussel, Cercle Artistique, februari 1888 : individuele tentoonstelling;
- Antwerpen, 1888: “Rozen van Nice en witte seringen”, “Witte Rozen”.

## Stoetenbouwer
Capeinick was medeontwerper van de Historische stoet der Pacificatie van Gent, die in 1876 door Gent trok. Medeontwerpers waren onder andere ook Alfred Cluysenaer, Karel De Kesel, Gustave Den Duyts, J. De Keghel, Paul De Vigne, W. Geets, L. Lebrun, Felix Metdepenningen, A. Pauli, J. Van Biesbroeck, L. Van Biesbroeck en Ernest Wante; kortom het puik van de Gentse kunstenaars en architecten van het ogenblik.
Op 3 augustus 1883 was Capeinick medeoprichter van de “Cercle des Aquarellistes et des Aquafortistes Belges” in het café “A la Porte Verte”. Het was een eerder behoudsgezinde groep die het zeker niet nastreefde door sensationele artistieke manifestaties het Brusselse publiek voor het hoofd te stoten. De leden waren naast Capeinick: Edgar Baes, Lionel Baes, Jules Barbier, Euphrosine Beernaert, Auguste Danse, Marie de Bièvre, Emile De Munck, Charles De Nayer, Willy Finch, Maurice Hagemans, Alexandre Hannotiau, Amédée Lynen, Alexandre Marcette, Jean Mayné, Joseph Middeleer, Auguste Numans, Jules Raeymaekers, Louis Titz, Edouard Tourteau, Camille Van Camp, Antoine Van Hammée, Hubert Vos, Ernest Wetterens, Eugène Van Gelder en Eugène Verdyen.
De meest bekende leerlingen van Capeinick zijn Rodolphe Wytsman (omstreeks 1873) en Juliette Trullemans, die later de echtgenote van Wytsman zou worden. Beiden behoren tot de top van de Belgische impressionisten.

## Iconografie
- Portret door Théo Van Rysselberghe (1881; Gent, Museum voor Schone Kunsten);

## Musea
- Verzameling Vlaamse Gemeenschap
- Mechelen, Stedelijke Musea
- Het Museum voor Schone Kunsten Oostende bezat vóór de Tweede Wereldoorlog een merkwaardig stilleven van Capeinick : “Kunstvoorwerpen uit het Hallepoortmuseum te Brussel” (1885).